# Doramas

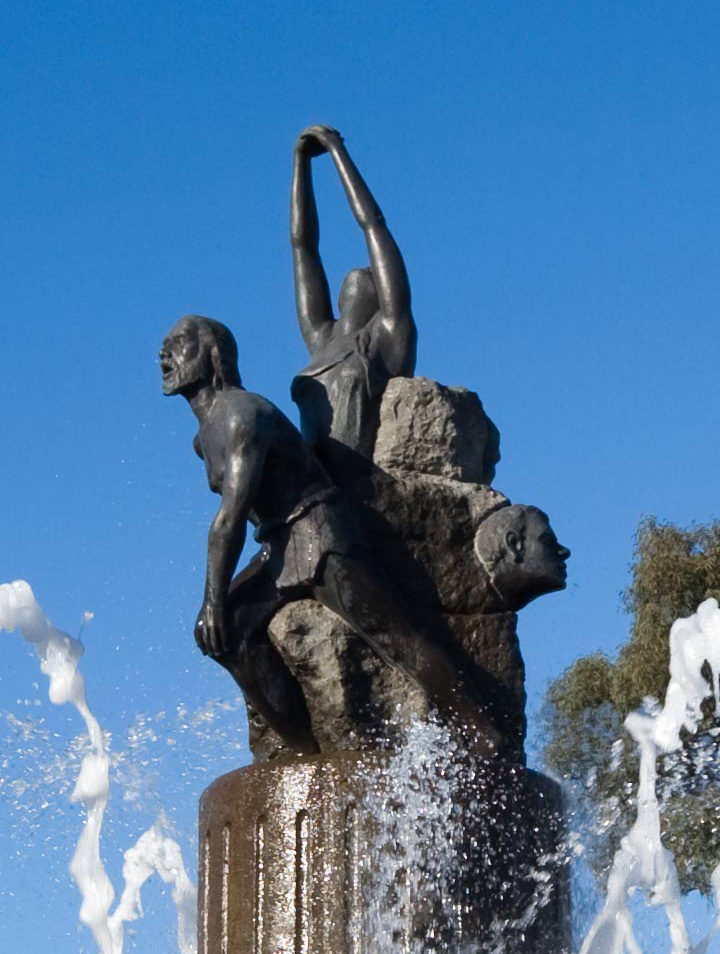
Monumento de homenagem a Doramas em Arucas (Gran Canária) da autoria de Jose Luis Marrero

Doramas era um guerreiro guanche das Ilhas Canárias
Na resistência à invasão castelhana destacou-se Doramas, um guerreiro guanche dos finais do século XV, membro da resistência nativa da Gran Canária aos esforços de submissão da ilha empreendida pelos Reis Católicos.
Originário do reino de Telde, pertenceu à classe social de "axicatnas" (tosquiados), nome aborígene dado à classe plebeia, já que esta era obrigada a manter os cabelos curtos, ao contrário da nobreza que os podia usar compridos em sinal dos seus privilégios.  O nome de Doramas era aparentemente um apelido de origem antropomórfica significando "o das grandes narinas".  De compleição forte, de largo arcaboiço e média estatura, Doramas era conhecido por sua habilidade no combate e pela sua capacidade de  liderança.  Em batalha usava uma rodela de dragoeiro como escudo protector, pintada em esquartelado de branco, preto e vermelho, e empunhava uma enorme espada de madeira.
Liderou e participou activamente na defesa da ilha quando Castela inicia a sua conquista em 1478.  Distinguindo-se, foi nomeado nobre pelo guanarteme, transferindo-se para o reino de Gáldar, no norte da ilha, já que, por esse tempo, a ilha de Gran Canária foi dividida em dois reinos: Telde a sul; e Gáldar no norte.
Comandou as forças guanches sediadas na zona norte da ilha, as quais ofereceram grande resistência invasor refugiando-se na montanha que hoje, em sua memória, é designada por Doramas.
O seu sucesso à frente das forças da resistência levam a que seja escolhido para o lugar de ‘’guanarteme’’, sendo o único plebeu que se conhece ter ascendido à realeza.
Já como rei, teve de enfrentar a campanha final de submissão da ilha ao poder castelhano, comandada pelo general Pedro de Vera. No decurso dessa operação, a 20 de Agosto de 1481, numa dura batalha travada na região de Arucas, Doramas caiu ferido por uma lançada, falecendo de seguida.
A  30 de Novembro de 1481, na mesma região, trava-se a decisiva batalha de Arucas entre as forças guanche e as tropas do general Pedro de Vera, de que resultou o aniquilamento da resistência guanche.
O cadáver de Doramas foi decapitado e a cabeça foi exibida pelas ruas da cidade de Las Palmas, como aviso à população nativa.
Após a guerra, no baptismo aos descendentes de certos nobres guanches foi concedida a possibilidade de manter o seu apelido aborígene. Aos descendentes de Doramas foi concedido o apelido de Oramas, um dos poucos da origem puramente guanche na actualidade se conservam.
A Gran Canária foi oficialmente incorporada na coroa de Castela no dia 29 de Abril do ano de 1483.